# Mittenothamnium jamesonii
Mittenothamnium jamesonii là một loài Rêu trong họ Hypnaceae. Loài này được (Taylor) Cardot mô tả khoa học đầu tiên năm 1913.